# André Piérard
Pour les articles homonymes, voir Piérard.
André Piérard est un homme politique français né le 7 mars 1854 à Paris et décédé le 5 mars 1906 à Alger (Algérie).

## Biographie
Son père, Charles Piérard (1815-1883), inspecteur général des mines, sera secrétaire du Conseil général des mines et de la Commission centrale des chemins de fer, puis directeur général de la Compagnie des chemins de fer de l'Ouest.
André Piérard devient secrétaire de la direction des Chemins de fer, où son père a été directeur général.
Propriétaire du château de Tous-Vents, il devient maire de Gruchet-le-Valasse, conseiller général du canton de Bolbec et président du comice agricole de l'arrondissement du Havre.
Il est député de Seine-Maritime de 1889 à 1893, siégeant à droite.
Marié à Inès Desgenetais, fille d’un riche industriel normand philanthrope,, il est le beau-père d'André Lefebvre de Laboulaye.

## Distinctions
- Chevalier de la Légion d'honneur (1900)

## Sources
- « André Piérard », dans le Dictionnaire des parlementaires français (1889-1940), sous la direction de Jean Jolly, PUF, 1960 [détail de l’édition]